# Dissophora
Dissophora — рід грибів родини Mortierellaceae. Назва вперше опублікована 1914 року.

## Класифікація
До роду Dissophora відносять 3 види:
- Dissophora decumbens
- Dissophora nadsonii
- Dissophora ornata